# Майское (аэродром)
Майское — аэродром в Днепропетровской обл. рядом с сёлами Майское и Максимовка.
Авиационная компания «Авиа-Союз» основана 1998 году и базируется на аэродроме «Майское». На сегодняшний день аэродром имеет развернутую инфраструктуру: административное здание с классами для занятий парашютистов  и лётным составом, контрольно-диспетчерский пункт, стоянки для самолётов, грунтовая взлетно-посадочная полоса.
Основными видами деятельности являются: авиационно-спортивная (парашютный клуб, школа пилотов) и деловая авиация (чартерные перевозки по Украине и ближнему зарубежью).
На аэродроме "Майское" базируются самолёты Л-410, K-10 "SWIFT", Як-52, Л-29, Ан-2.
Для выброски начинающих парашютистов используется самолёт Ан-2 с постоянно рабочей высотой 1000 м, а для спортсменов-парашютистов самолёты Л-410, с постоянно рабочей высотой 4200 м.

## Парашютный клуб
Прыжковый сезон в парашютном клубе "Авиа-Союз" начинается в апреле и заканчивается в октябре каждого года. Рабочие дни - все выходные и праздники. Аэродром работает с 8:00 и до захода солнца.
В клубе производятся:
- Парашютные прыжки для сертифицированных парашютистов;
- Организация и проведение соревнований;

Парашютные прыжки для начинающих парашютистов, по следующим программам:
- Прыжок с инструктором (тандем-прыжок)
- Static-Line
- Прыжки по программе AFF
- Дальнейшее обучение

## Школа пилотов
Школа пилотов проводит обучение, как по спортивным программам, так и по программе пилотов-любителей с выдачей пилотских удостоверений.
Услуги, предоставляемые школой пилотов:
- ознакомительные полёты с высшим пилотажем
- ознакомительные полёты над Днепром
- первоначальное летное обучение
- подготовка спортсменов-летчиков по спортивным программам «Aerobatic»
- летная подготовка по программе «Частный-пилот»», PPL
- организация соревнований по самолётному спорту.

## Летательные аппараты аэродрома

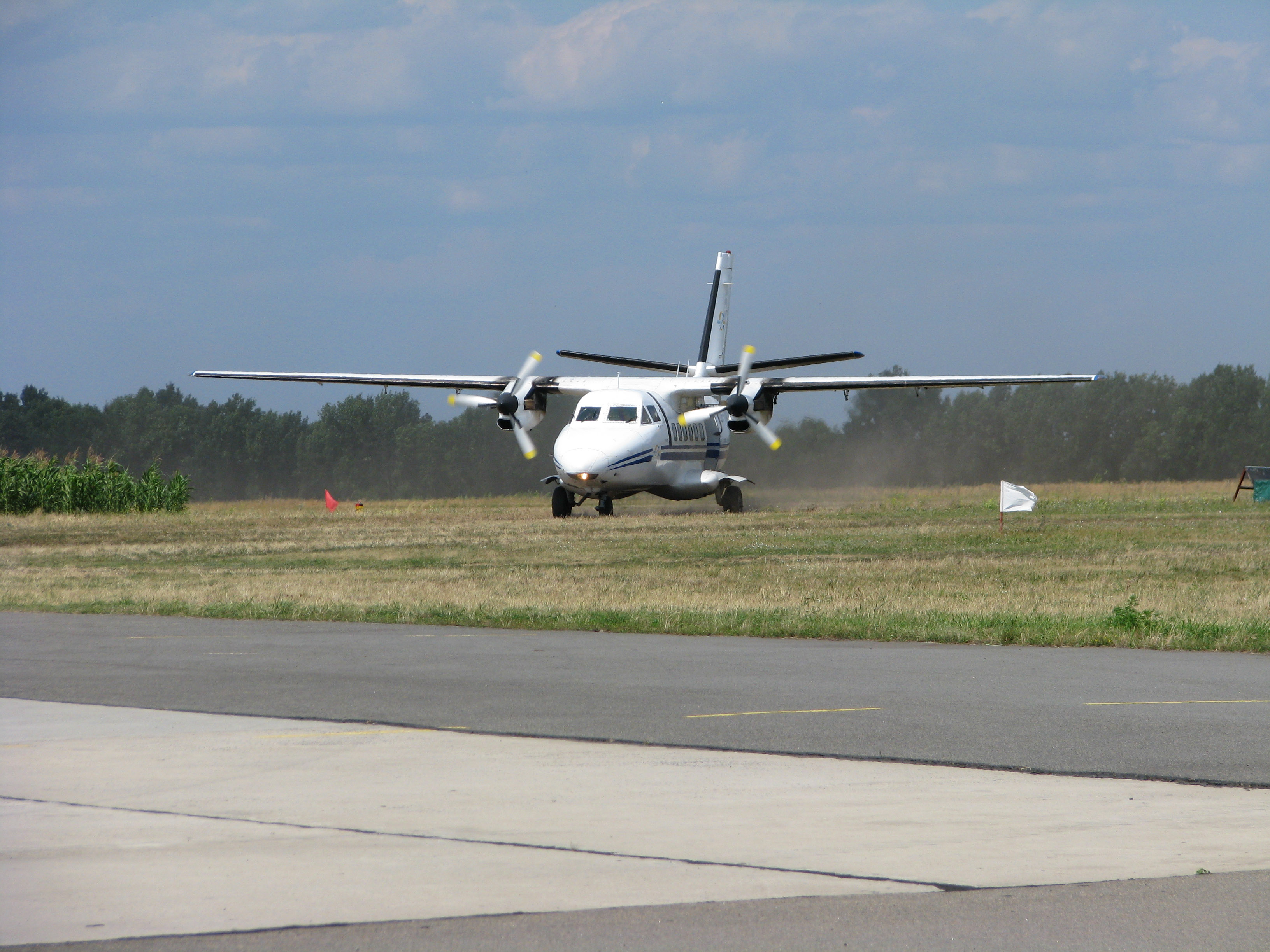
Л-410 заруливает на стоянку
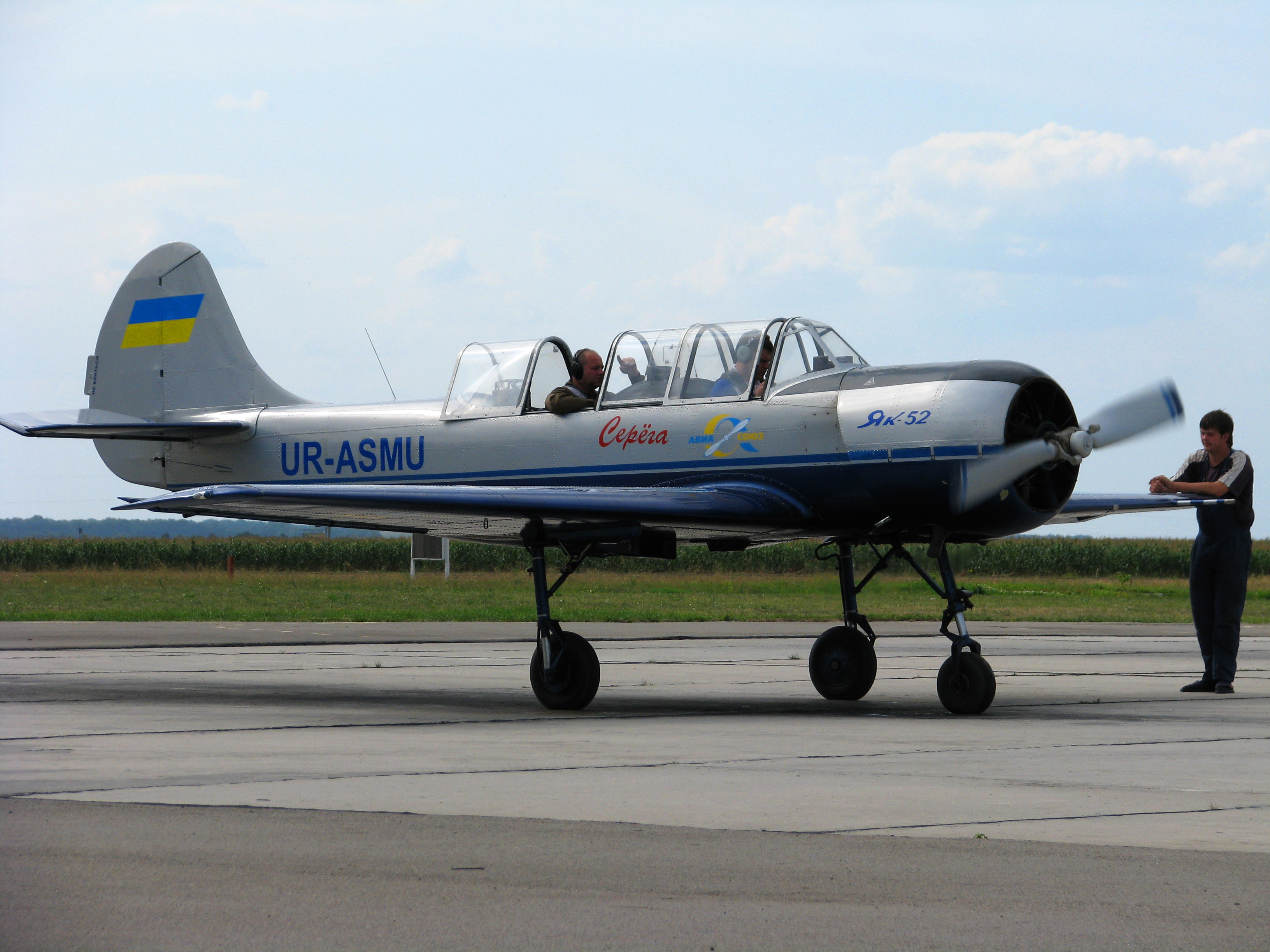
Подготовка к полёту ЯК-52
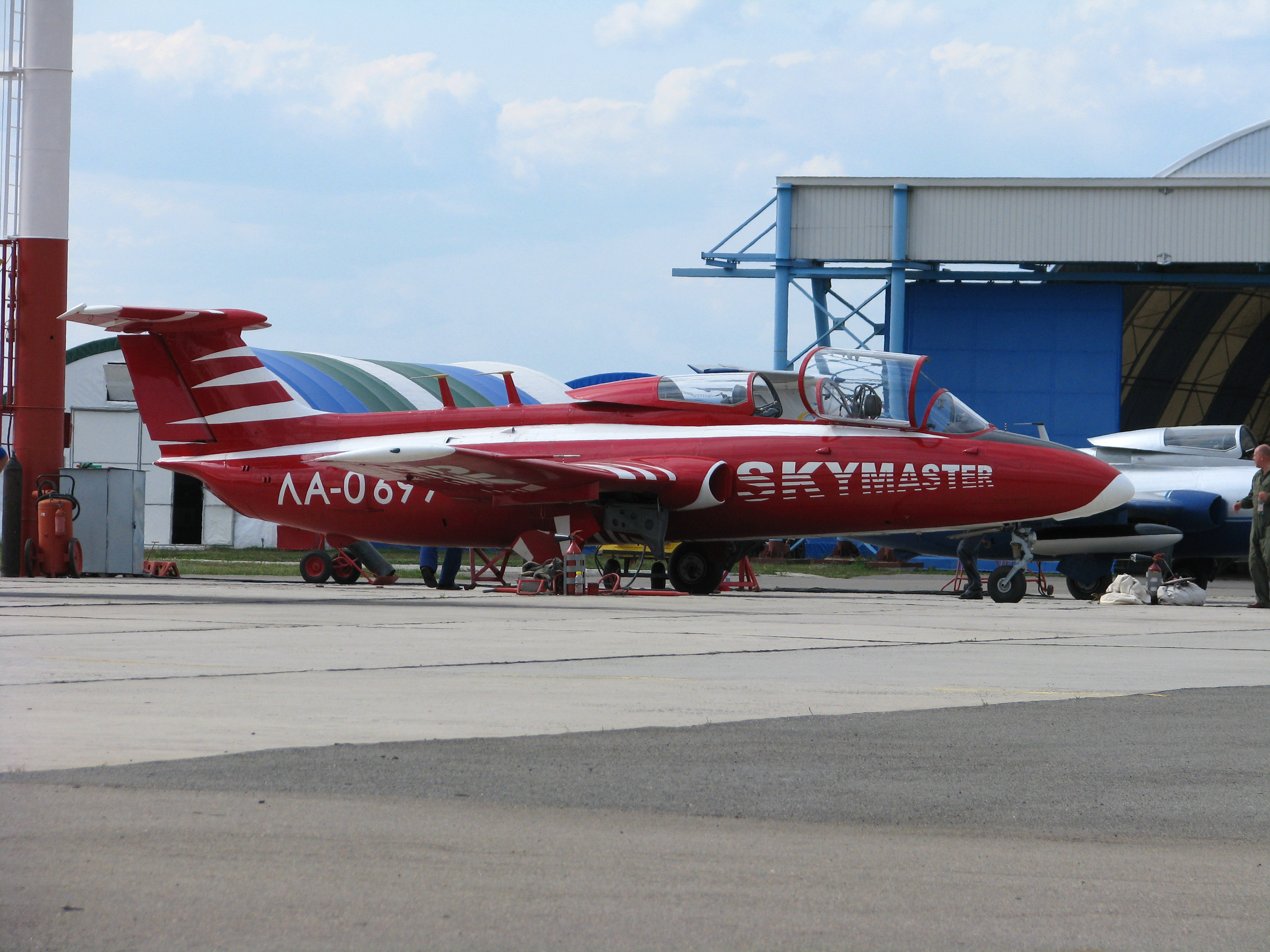
Л-29 на обслуживании
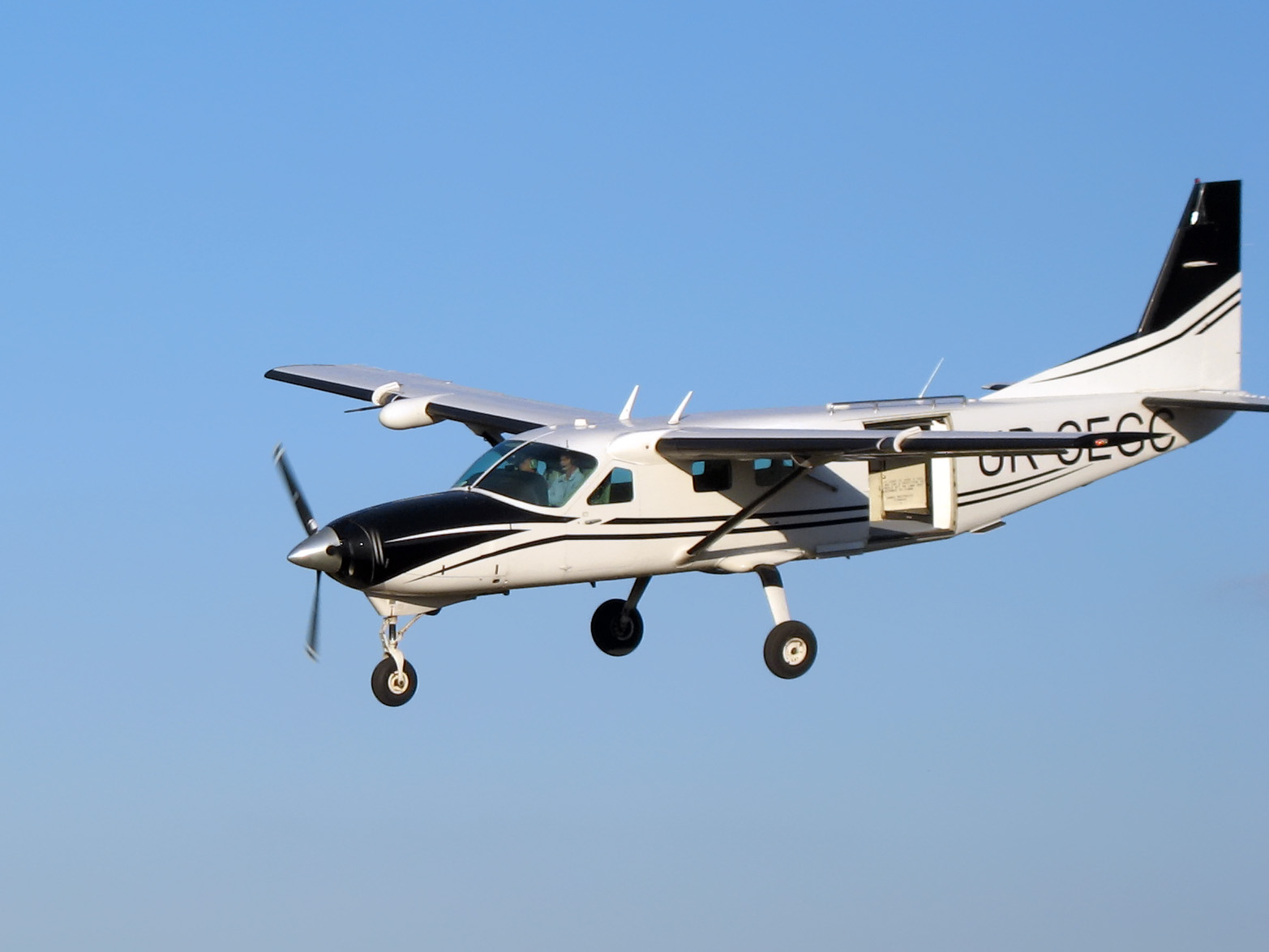
Сessna 208B при заходе на посадку
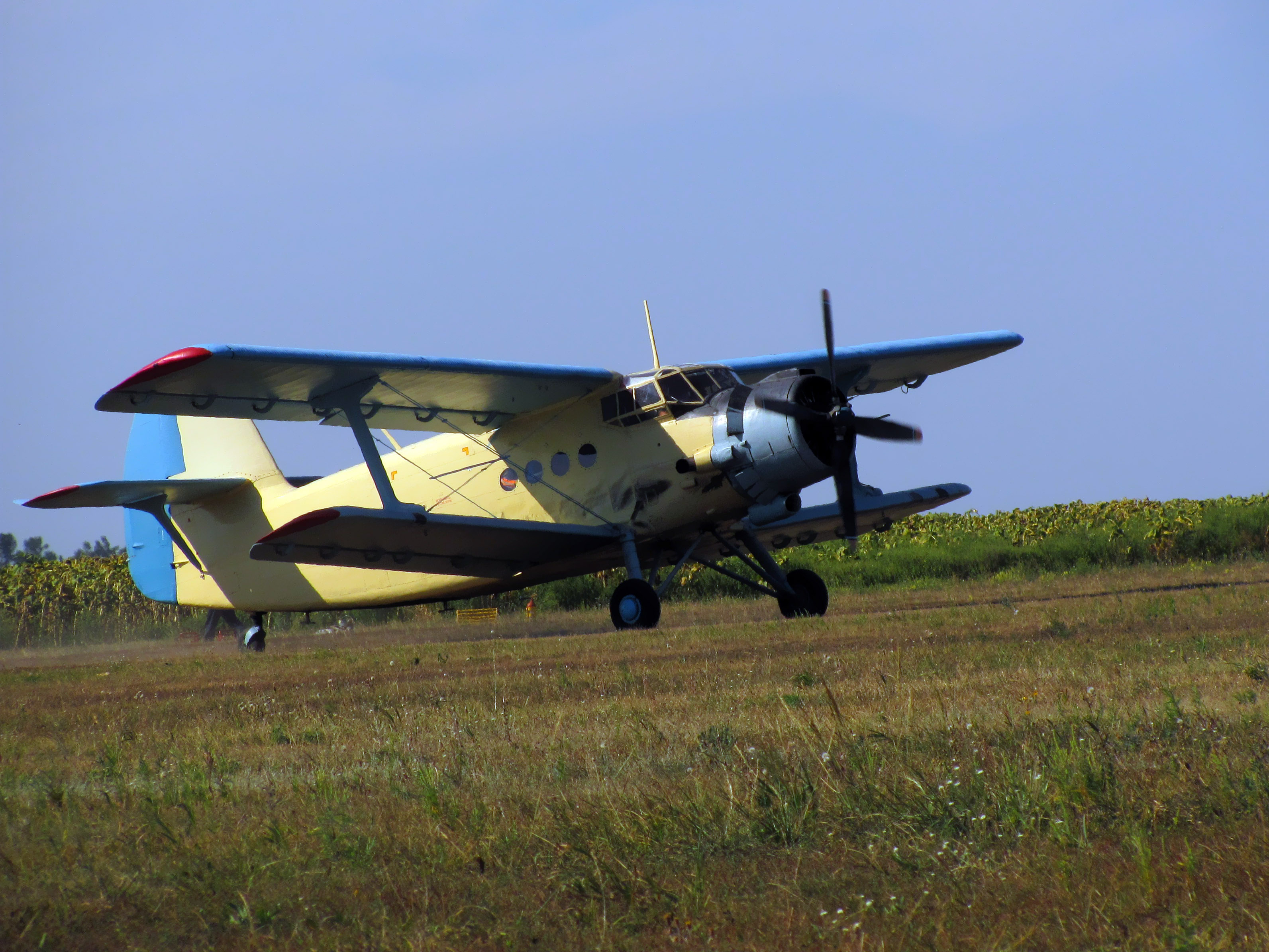
АН-2 перед взлетом